# Ducatone

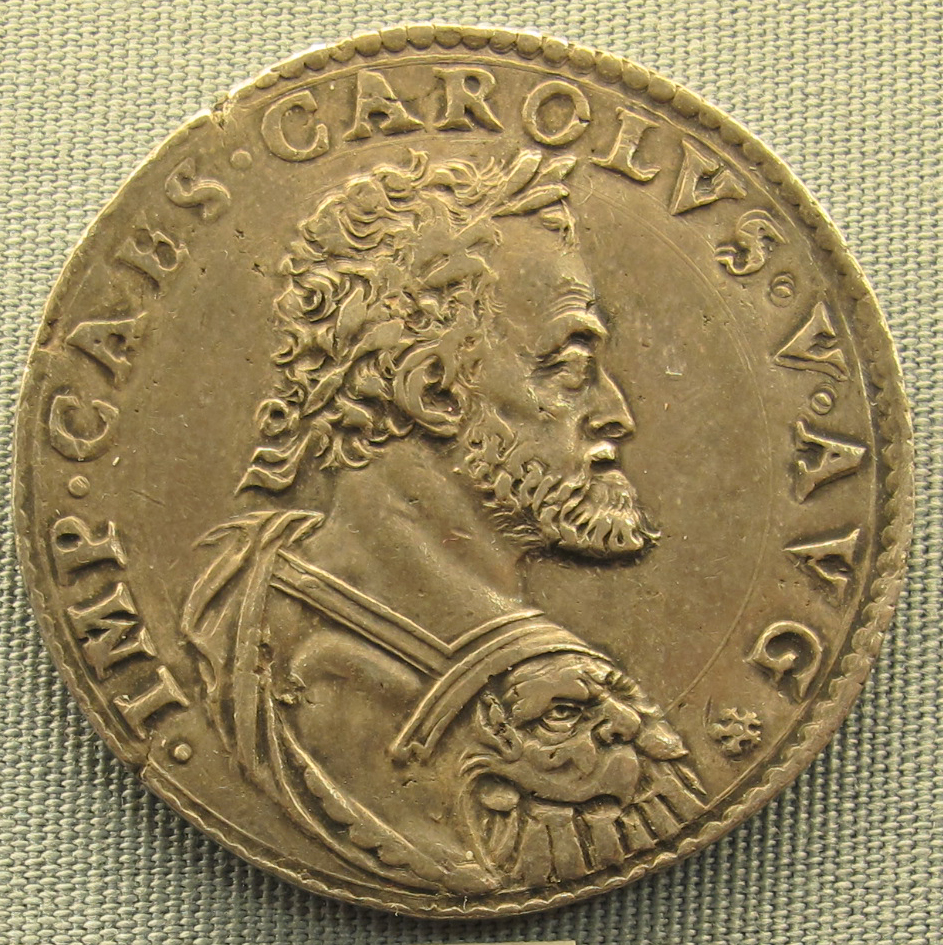
Mailänder Ducatone mit Porträt von Kaiser Karl V.

Ducatone ist die erste in Italien aus Silber geprägte Münze in Wert eines Talers. Der erste Ducatone wurde nach einem Edikt von Kaiser Karl V. 1551 in Mailand geschlagen. Es folgte 1566 eine Prägung in Savoyen und 1570 in Venedig. Ducatone ist eine Abkürzung für it. Ducatone da soldi cento.
Ein Ducatone hat einen Feinsilbergehalt, der um 3 Gramm über dem Gehalt des Reichsguldiners lag. Reichsguldiner wurden mit der Reichsmünzordnung von 1551 eingeführt und sind unmittelbare Vorläufer der in der Reichsmünzordnung von 1566 definierten Reichstaler des Heiligen Römischen Reichs.
Einige in Mailand geprägte Ducatone (Stempelschneider Leoni) zeigen besonders gelungene Porträts. Die Münzen hat auch noch Philipp II. prägen lassen.